# Pohled první osoby

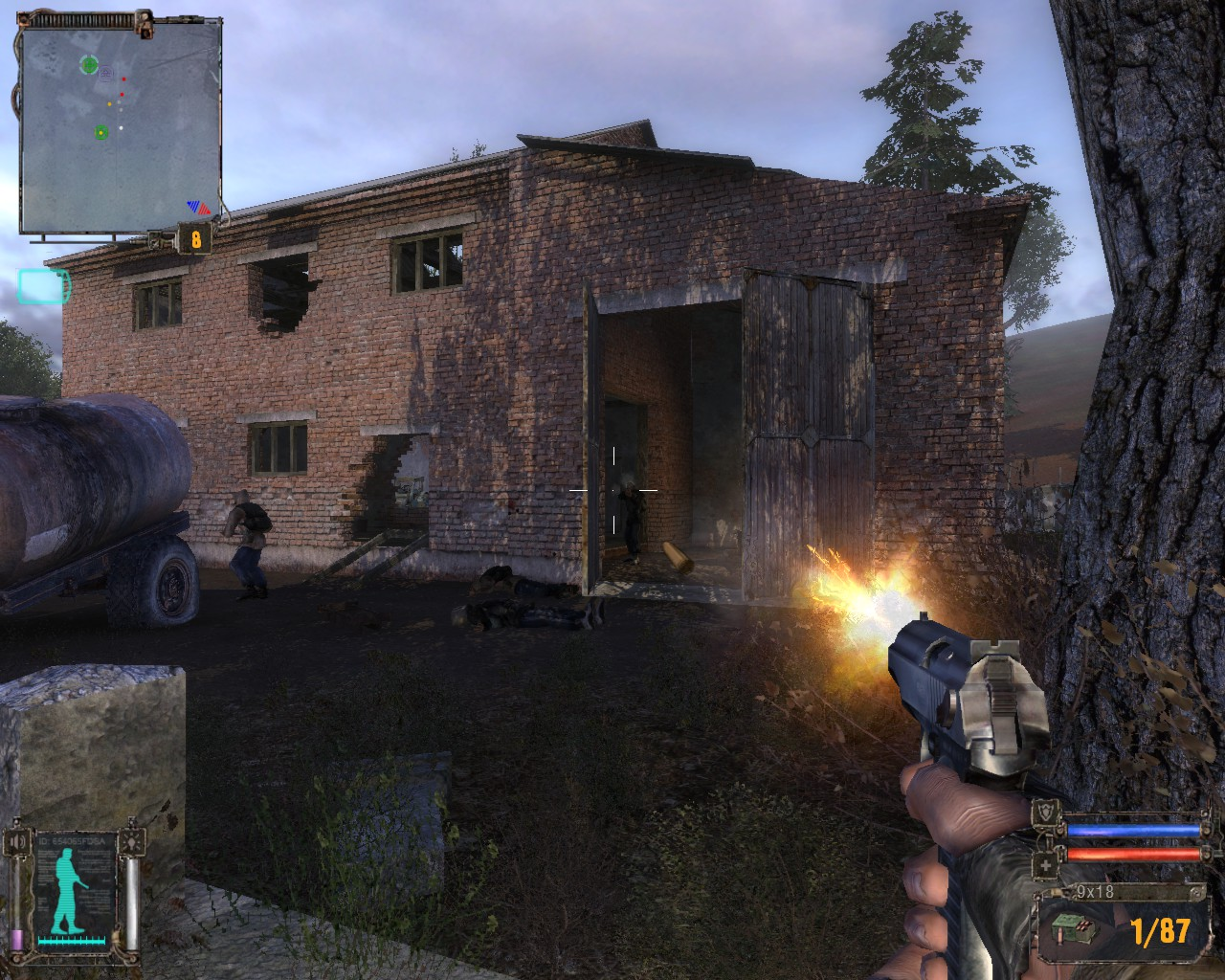
Snímek ze hry S.T.A.L.K.E.R.: Shadow of Chernobyl, střílečky z pohledu první osoby

Pohled první osoby (anglicky first-person view nebo též first-person perspective) je ve videohrách označení grafické perspektivy z pohledu postavy hráče nebo pohledu z kokpitu či předního sedadla vozidla řízeného postavou. Nejoblíbenějším typem videohry z pohledu první osoby je střílečka z pohledu první osoby (first-person shooter), v níž je tato perspektiva nedílnou součástí hratelnosti. Pohled první osoby využívá mnoho dalších žánrů, včetně jiných typů stříleček (například light gun shooters a kolejové střílečky), dobrodružných her (včetně vizuálních románů), leteckých simulátorů (včetně bojových leteckých simulátorů), závodních her (včetně závodních simulátorů), her na hrdiny a dopravních simulátorů (včetně vlakového simulátoru).